# リコッタ

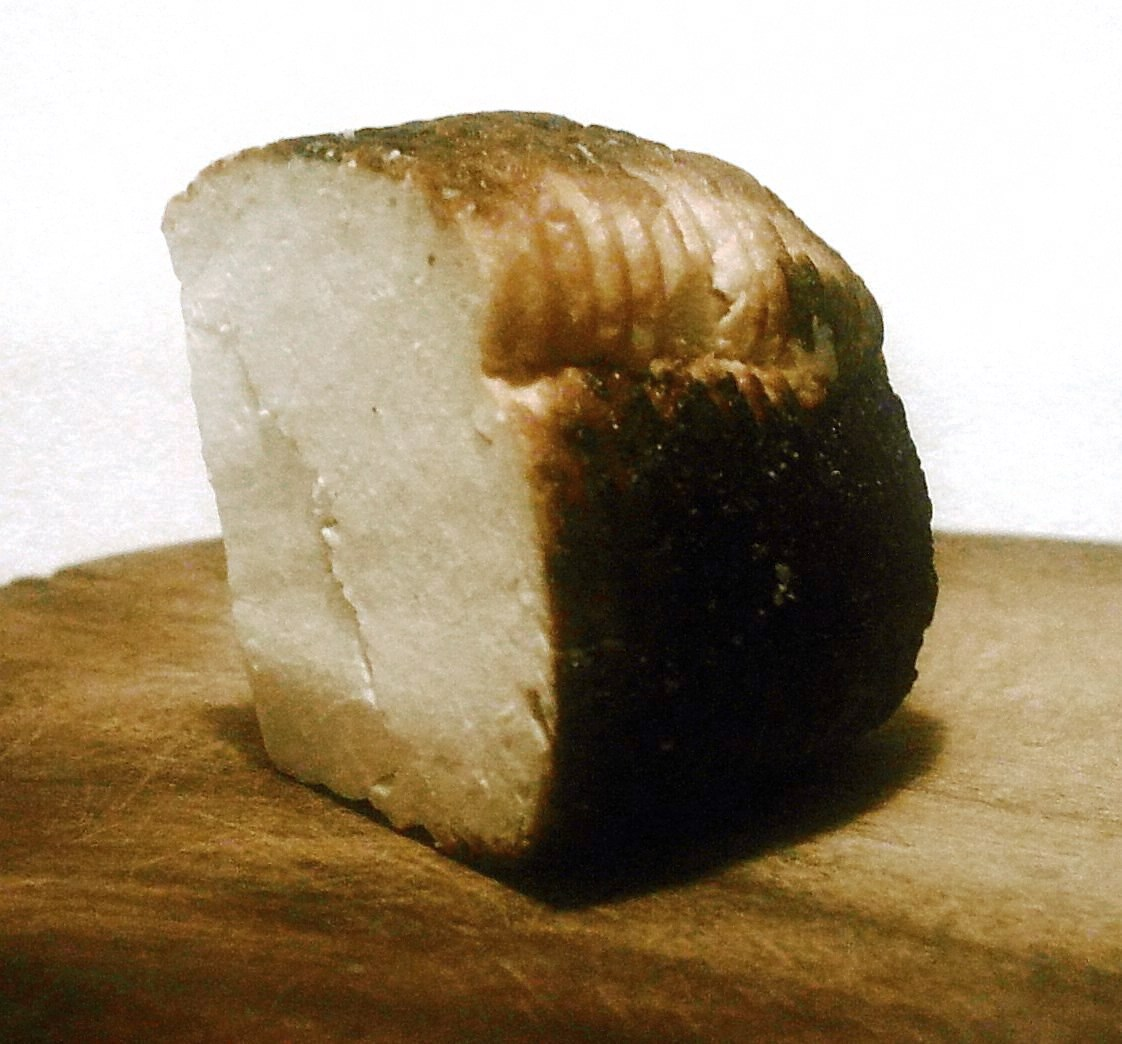
リコッタ・アル・フォルノ（Ricotta al forno）：リコッタをオーブンで加熱したもの。

リコッタ（伊: ricotta 羅: recocta）は、再び（ri）煮た（cotta）という名の通りチーズ生成過程で生じた乳清(ホエー)を再加熱して作った乳製品である。牛乳を使わないため法令上チーズではない。ミルクの甘みと風味があるさっぱりした味である。南イタリア原産である。

## 概要
リコッタは非常に古くから作られている乳製品である。エジプト人やシュメール人の時代から始まりギリシャやローマの時代にも多く使用されていた。
元々は羊乳を原料とするチーズを作った時に出たホエーを使っていたので、イタリアでは羊乳製、山羊乳製、水牛乳製、混合乳製など多様な乳種のリコッタが存在している。
しかし開放的な環境で作られる乳製品故に日持ちせず、輸出には適さない。そのため日本に輸入されるものは大規模工場で生産され、クリームを添加したものが大半である。
近年日本では小規模チーズ工房を中心に様々なリコッタを作る試みがなされており、フレッシュなリコッタを手に入れることも可能になってきた。

## 製法
薪またはガスの直火もしくは蒸気をホエーに通し80-90℃ほどまで加熱することで乳アルブミンを主とする蛋白質を浮かび上がらせ、その凝固物を専用のカゴ、ザルで水分を抜く。最も古い技術では加熱するだけだったが、凝固を促進させるために、何世紀にも渡って、塩や海水も使用されている。生成過程から、ホエイチーズと呼ばれることもある。

## 利用
乳糖が多く、脂肪分が少ないのでほんのり甘くさっぱりとしていて、裏ごしした豆腐のような食感をもつ。
そのまま食べたり、サラダやパスタなどの料理に使ったり、チーズケーキ、スフォリアテッレ、カンノーロなどの菓子の材料にも使われる。

## 種類
移動牧畜を行っていた羊飼い、牛飼いたちが日持ちのしないリコッタを市場へ運ぶためイタリア各地でさまざま工夫がなされ、今日では下記のようなさまざまなリコッタバリエーションが存在している。
リコッタフレスカ　　フレッシュ
リコッタサラータ　　塩漬け
リコッタアルフォルノ　　オーブン焼き
リコッタアフミカータ　　燻製
リコッタフォルテ　　瓶詰め熟成

## 法制
日本では2015年10月より種類別名称がチーズから、乳又は乳製品を主原料とする食品に変更された。